# Tarentola nicolauensis
Espèce
Synonymes
- Tarentola caboverdianus nicolauensis Schleich, 1984
- Tarentola caboverdiana nicolauensis Schleich, 1984

Statut de conservation UICN

 LC  : Préoccupation mineure
Tarentola nicolauensis est une espèce de geckos de la famille des Phyllodactylidae.

## Répartition
Cette espèce est endémique des îles du Cap-Vert. Elle se rencontre dans les îles de São Nicolau et de São Vicente.

## Étymologie
Son nom d'espèce, composé de nicolau et du suffixe latin -ensis, « qui vit dans, qui habite », lui a été donné en référence au lieu de sa découverte, l'île de São Nicolau.

## Taxinomie
Tarentola caboverdiana nicolauensis a été élevée au rang d'espèce par Vasconcelos, Perera, Geniez, Harris & Carranza en 2012.

## Publication originale
- Schleich, 1984 : Die Geckos der Gattung Tarentola der Kapverden (Reptilia: Sauria: Gekkonidae). Courier Forschungsinstitut Senckenberg, vol. 68, p. 95-106.